# Polybotrya fractiserialis
Polybotrya fractiserialis är en träjonväxtart som först beskrevs av Bak., och fick sitt nu gällande namn av John Smith. Polybotrya fractiserialis ingår i släktet Polybotrya och familjen Dryopteridaceae. Inga underarter finns listade.